# Nils Svahn (konstnär)
Nils Oscar Svahn, född 2 december 1890 i Stockholm, död 24 februari 1936 i Stockholm, var en svensk målare, grafiker och tecknare.
Han var son till maskinuppsättaren Svante Svahn och Agda Charlotta Hultgren och gift med Wivie Ferlin (född Nyström). Nils Svahn var bror till agitatorn och ansvarig utgivare av tidningen Arbetaren Birger Svahn samt kusin med konstnären Torsten Billman. Nils Svahn studerade gravyr vid Tekniska skolan 1910–1911 och vid Wilhelmsons målarskola 1913–1916 och fortsatte därefter sina studier i Paris 1921 för att slutligen följa undervisningen vid Konstakademiens etsarskola 1932–1934. Han var anställd som tidningstecknare vid Social-Demokraten och medarbetade med teckningar i Söndagsnisse-Strix och Folkbladet från dess start 1930. Som illustratör illustrerade han flera årgångar av Vintergatan och tillsammans med Bernhard Bengtsson gav han 1917 ut den illustrerade rimboken En midsommarnattsdröm eller den nya ministären. Vid sidan av sitt arbete arbetade han med landskapsskildringar, porträtt, bokomslag, vignetter, affischer utförda i träsnitt och etsningar.

## Bildgalleri

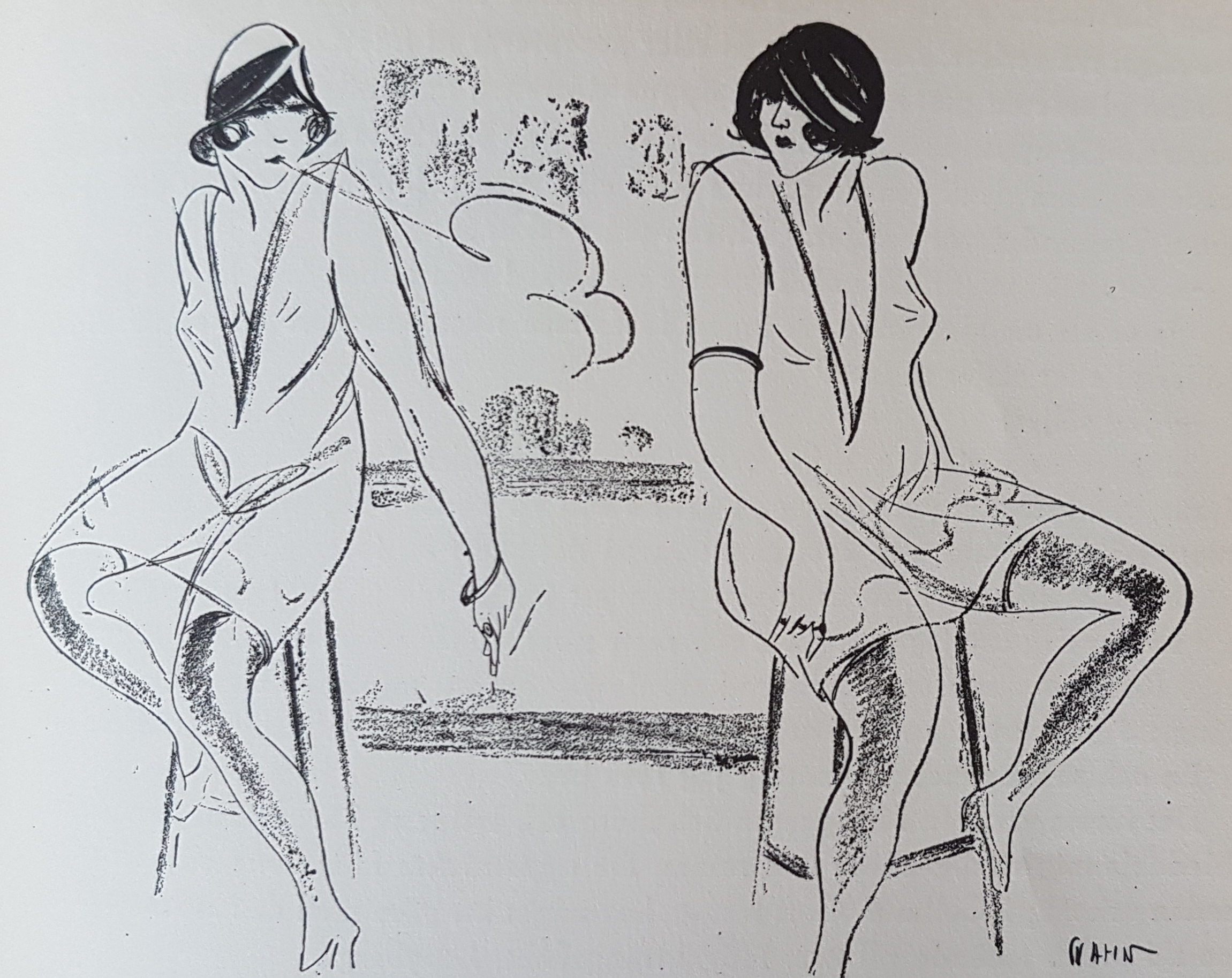
Min Harry hade en egendomlig förmåga att få kredit överallt. Och när han schappade ifrån mig, så var det på kredit från en resebyrå. -- Nils Svahn 1929
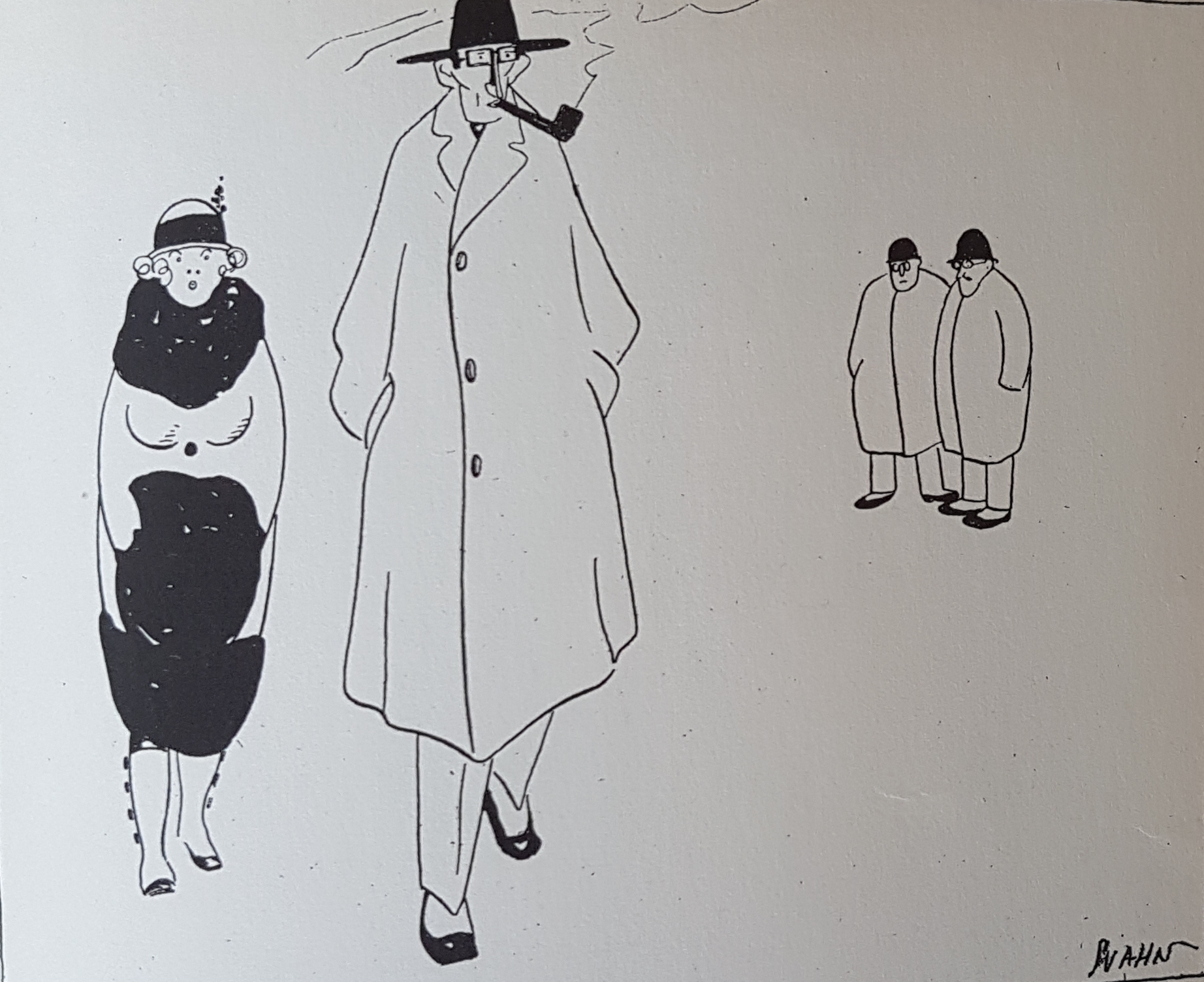
Det där konstnärsäktenskapet lär vara olyckligt. -Ja han har ju blivit kubist och nu slår han henne för att hon är rund. -- Nils Svahn
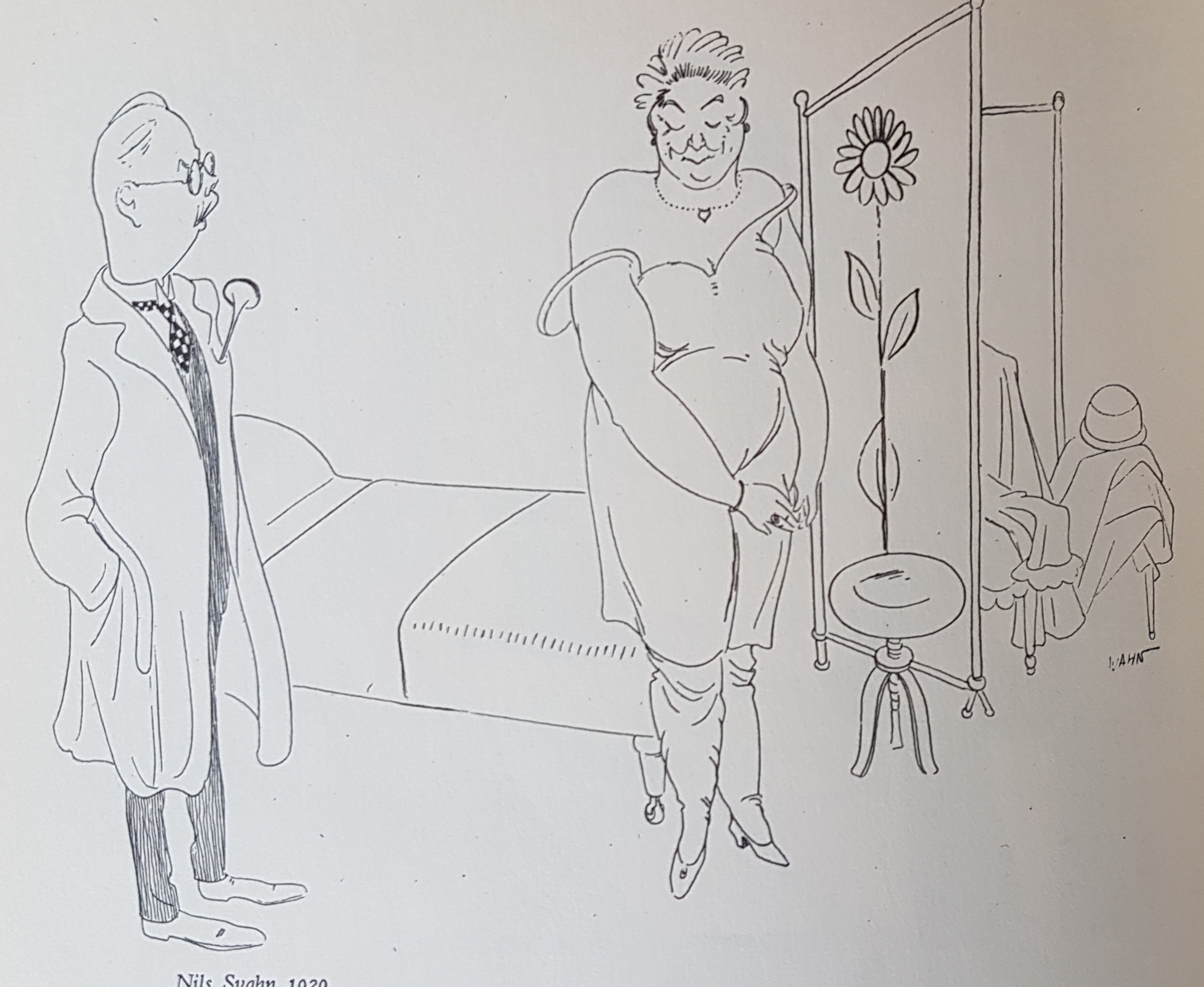
Doktorn efter undersökningen: -Hur gammal är fröken? -Mycket ogifta fröken Jansson, litet blygt: -Gissa! -- Nils Svahn 1929